# CBeebies
CBeebies – brytyjski kanał telewizyjny należący do publicznego nadawcy telewizyjnego BBC, przeznaczony dla dzieci od 1. do 6. roku życia.
Nazwa kanału wzięła się od nazwy bloku programowego przeznaczonego dla dzieci, emitowanego na antenach BBC (obecnie jest to odrębny kanał telewizyjny) – CBBC (Children’s BBC) – oraz słowa beeb – używanego przez Brytyjczyków potocznego określenia telewizji BBC.

## Wielka Brytania
W Wielkiej Brytanii kanał CBeebies emituje swój program w godzinach 6:00-19:00 UTC±00:00. Powstanie owego kanału ogłoszono 20 listopada 2001, a start nadawania nastąpił 11 lutego 2002 roku. 19 marca 2007 roku ramówka kanału została podzielona na 4 funkcjonujące do dziś bloki programowe – Get, Set, Go!; Discover+Do; Big Fun Time oraz Bedtime Hour. 10 grudnia 2013 roku uruchomiono emisję kanału w jakości HD, zaś 8 stycznia 2024 roku wyłączono przekaz CBeebies w SD. 15 marca 2023 roku CBeebies po raz pierwszy w historii zmienił swój logotyp, a także oprawę graficzną, jednak zmiany te jak na razie dotyczą tylko brytyjskiej anteny kanału.
W latach 2002–2013 w dni powszednie na antenie kanału BBC Two pokazywano blok programowy CBeebies. Programy CBeebies ukazywały się także na kanałach BBC One i BBC HD, a widzowie mieszkający za granicą mogli oglądać je w specjalnym bloku na antenie BBC Prime. Na kanale BBC Alba, od 17 września 2018 roku, emitowany jest blok CBeebies Alba, w którym pokazywane są programy dla dzieci w języku gaelickim szkockim. Od 2007 roku w godzinach porannych emitowano także pasmo dziecięce CBeebies na stacji radiowej BBC 7.
Prezenterzy CBeebies w Wielkiej Brytanii zmieniali się przez lata. Najdłużej prezentującym z nich jest Andy Day, który pełni tę rolę nieprzerwanie od 2007 roku do dzisiaj.
Istnieje także strona internetowa brytyjskiego CBeebies działająca tylko na terenie Wielkiej Brytanii. Zaprojektowana jest specjalnie tak, aby poruszać mogły się po niej nawet dzieci nieumiejące jeszcze czytać.
Programy CBeebies dostępne są w usłudze BBC iPlayer.

## Polska
BBC Studios, komercyjny nadawca BBC, oferuje międzynarodową wersję kanału na kilku rynkach; w tym w Polsce, gdzie stacja zadebiutowała 2 grudnia 2007 roku. Programy przez całą dobę nadawane są z polskim dubbingiem, lecz istnieje również możliwość wyboru oryginalnej ścieżki dźwiękowej. Oprawa graficzna stacji wygląda tak jak na wszystkich komercyjnych antenach CBeebies i wykorzystuje elementy brytyjskiego oryginału. 21 kwietnia 2008 roku na antenie polskiego CBeebies zadebiutowała jego prezenterka – Aneta Bożena Piotrowska. 30 kwietnia 2012 roku kanał rozpoczął nadawanie w formacie obrazu 16:9. Ramówka kanału podzielona jest na 4 bloki programowe – analogiczne do wersji brytyjskiej, różniące się jednak nieco ofertą programową i godzinami wyświetlania. Programy polskiego CBeebies dostępne są w usłudze BBC Player oferowanej za pośrednictwem platformy Canal+ online..
CBeebies w Polsce początkowo dostępny był na pozycji 39. oferty Cyfrowego Polsatu. Z dniem 1 lutego 2011 roku z oferty Cyfrowego Polsatu stacja została wycofana kosztem umowy z siecią n, gdzie dostępna była na pozycji 97., jednak 22 listopada 2012 roku stacja powróciła do Cyfrowego Polsatu na pozycję 94, gdzie dostępna jest do dzisiaj. CBeebies można oglądać też na platformie Canal+ na pozycji 154. oraz innych platformach satelitarnych i sieciach kablowych z wyborem polskiej lub oryginalnej ścieżki dźwiękowej.

## Logo
| Grafika      | Opis | Okres używania (UK) | Okres używania (PL) |
| ------------ | --- | ------------------- | ------------------- |
|              | ułożone w kształt łuku żółte, napisane czcionką Melt LV1 słowo CBeebies z czarnym obramowaniem i fioletowymi wypełnieniami; pod napisem logotyp BBC z lat 1997–2021, który okazjonalnie zwiększał swój rozmiar w celu poprawienia jego widoczności. | 2002–2023           | 2007–               |
| brak grafiki | odświeżona wersja powyższego logotypu, używana równolegle z pierwszą wersją w latach 2021–2023. Różnicą było logo BBC – umieszczone u góry napisu CBeebies, zamienione na wariant używany od 2021 roku, jego rozmiar się nie zmieniał               | 2021–2023           | –                   |
|              | żółty napis CBeebies napisany czcionką Reith bez obramowań i wypełnień; nad napisem żółty logotyp BBC obowiązujący od 2021 roku | 2023–               | –                   |

## MagazynCBeebies
Magazyn CBeebies to wydawany niegdyś przez wydawnictwo Egmont w Polsce miesięcznik dla dzieci od 3 do 6 lat. Znajdowały się w nim gry, zabawy oraz zadania bazujące na serialach CBeebies, a także porady dla rodziców. Każde wydanie posiadało dołączony dodatek, najczęściej w postaci zabawki. Pierwszy numer ukazał się w kwietniu 2009 roku.